# Apsley River (Macleay River)
Der Apsley River ist ein Fluss im Nordosten des australischen Bundesstaates New South Wales.

## Geographie
Der Fluss entspringt im nördlichen Tafelland von New South Wales, etwa 11 km westlich von Tia und 29 km südlich von Walcha. 
Von seiner Quelle fließt der Fluss zunächst nach Norden bis zur Stadt Walcha. Dort wendet er seinen Lauf nach Südosten und tritt in die südwestliche Ecke des Oxley-Wild-Rivers-Nationalparks ein. Seine Wasser ergießen sich über die Apsley Falls in eine Klamm, die Apsley Gorge. Nun setzt der Fluss seinen Lauf nach Norden fort, wo er 24 km südwestlich von Lower Creek, mitten im Nationalpark, in den Macleay River mündet. Der Apsley River und der Macleay River haben tiefe Flusstäler in das ordovizische Halbsedimentgestein eingegraben, das aus Grauwacke, Schiefer, Phyllit, Glimmerschiefer, Hornstein und Tonschiefer besteht. So entstanden eine Reihe spektakulärer Klammen und Wasserfälle am oder in der Nähe des Apsley River im Oxley-Wild-Rivers-Nationalpark.
An der Apsley-Klamm und der Macleay-Klamm treffen die Vegetationen der feuchteren Ostküste und der trockeneren westlichen Gebiete aufeinander. 950 einheimische Pflanzenarten wurden dort gefunden, 36 davon sind selten oder bedroht. Die Klammakazie ist eine seltene Art, die hauptsächlich in diesen beiden Flusstälern anzutreffen ist. Epiphytische Orchideen kann man ebenfalls auf den Bäumen dort sehen.
Der Apsley River liegt auf seiner ganzen Länge in der Local Government Area Walcha und im Vernon County.

### Nebenflüsse mit Mündungshöhen
- Double Hut Creek – 1084 m
- Ohio Creek – 1030 m
- Emu Creek – 1024 m
- Tia River – 457 m
- Yarrowitch River – 283 m
- Rowleys Creek – 250 m
- Reedy Creek – 205 m[1]

## Geschichte
Vor der Besiedlung durch die Europäer war dies das Gebiet der Aboriginesstämme der Ngayaywana und der Dyangadi. An den Oberläufen von Apsley River und Macleay River fand man archäologische Beweise für Lagerplätze dieser Ureinwohner.
1818 schlug der Forscher John Oxley auf seinem Weg zur Küste an den Ufern des Apsley River nahe der heutigen Stadt Walcha sein Lager auf. Seine Aufzeichnungen sagen: „Wir ließen uns in einem schönen, weiten Tal nieder (...), durch das ein Bach floss, und in der etwa 1 Meile Entfernung sahen wir verschiedene Lagerfeuer, an denen viele Ureinwohner auftauchten.“ Ein Steinmann zeigt heute, wo sich Oxley am Apsley River niederließ, den Oxley nach Lord Apsley, dem damaligen Staatssekretär für die Kolonien, benannte.
Holzfäller, die Rotzedern (Toona ciliata) schlugen, waren in den Regenwäldern der Gegend vor 1860 aktiv. An einigen versteckten Nebenflüssen des Apsley River findet man eventuell auch heute noch Rotzedern.
1862 ertrank der Arzt William Vint Aspinall (1828–1862) aus Walcha im Apsley River, als er dort ein Bad nahm.
Der Apsley River überflutete Walcha 1893, 1935, 1941 und 1952. Der größte Abstand zwischen zwei Hochwassern bis 1962 waren zehn Jahre. Die schlimmste Flut in Walcha war am 12. Januar 1962 zu verzeichnen, als 40 Geschäftshäuser und 39 Wohnhäuser überschwemmt wurden. Der Schaden lag bei AU-$ 250.000,--. Durch einen öffentlichen Spendenaufruf wurden AU-$ 11.000,-- erzielt und der Fonds des Bürgermeisters von Armidale gab AU-$ 8.650,-- dazu. AU-$ 2.000,-- musste die LGA Walcha bezahlen, um die Flutschäden in der Stadt zu beseitigen, aber die Arbeit der freiwilligen Helfer war mindestens das Doppelte wert.
Im September 1967 beschloss die LGA Walcha, mit dem Überflutungsschutz fortzufahren, wenn dies nicht mehr als AU-$ 140.000,-- kostete. Im September 1971 waren alle benötigten Grundstücke in der Hand der LGA. Das Projekt war im Oktober 1973 fast abgeschlossen und so wurde das Hochwasserwarnsystem auf „Somerset“ überflüssig. Seit dem Bau der Flussdeiche wurde die Stadt nicht mehr überschwemmt.
Der Apsley River führte am 28. November 2008 erneut Hochwasser, das Bauernhöfen erheblichen Schaden zufügte und zum Verlust von Vieh führte. Die Flussdeiche bewahrten Walcha vor einer Überschwemmung.
Das tiefe Mill Hole im Apsley River, oberhalb der Brücke an der Fitzroy Street, wurde als Naturschwimmbad für Walcha genutzt, bis das Walcha and District War Memorial Bath im Oktober 1970 fertiggestellt wurde.
1981 schlug die NSW Electricity Commission ein großes Pumpspeicherkraftwerk am Apsley River zur Bewältigung der Spitzenlastzeiten vor. Ende 1981 renovierte die ELCOM den Cicolini Trail zum Apsley River und baute eine Flussregulierungsstation. Aber nach einer Studie über die Landesentwicklung, die einen größeren Nationalpark forderte, wurde das Projekt eingestellt. 1986 wurde der Park eingerichtet, der der Bewahrung der Natur, des kulturellen Erbes und der Förderung des Tourismus im nördlichen Tafelland von New South Wales dienen sollte.
1993 wurde die Lower Apsley River Landcare Group gegründet, um den Zustand des Auwaldes am Apsley River zu verbessern. Die Gruppe zäunte ein Gebiet von etwa 300 km² zwischen Walcha und dem Oxley-Wild-Rivers-Nationalpark ein. Die 12 aktiven Mitglieder verfolgten ihr Ziel unermüdlich. Über die Jahre haben sie 320.000 Bäume an 140 Stellen gepflanzt. Die meisten davon gedeihen nun.
2007 ersetzte die zweispurige Brücke der Middle Street mit Fußweg die alte einspurige Holzbrücke über den Apsley River in Walcha.

## Fauna
Dingos, Brumbies, Rautenpythons, Warane und Wildschweine bewohnen Teile des wärmeren Unterlaufes des Apsley River.